# Internationale Cricket-Saison 1886
Die internationale Cricket-Saison 1886 fand zwischen Mai 1886 und September 1886 statt. Als Sommersaison wurden vorwiegend Heimspiele der Mannschaften aus Europa ausgetragen.

## Überblick

### Internationale Touren
| Beginn       | Heimteam | Auswärtsteam | Resultate | Artikel |
| Beginn       | Heimteam | Auswärtsteam | Test      | Artikel |
| ------------ | -------- | ------------ | --------- | ------- |
| 5. Juli 1886 | England  | Australien   | 3–0 [3]   | Artikel |